# Одоблежа, Штефан

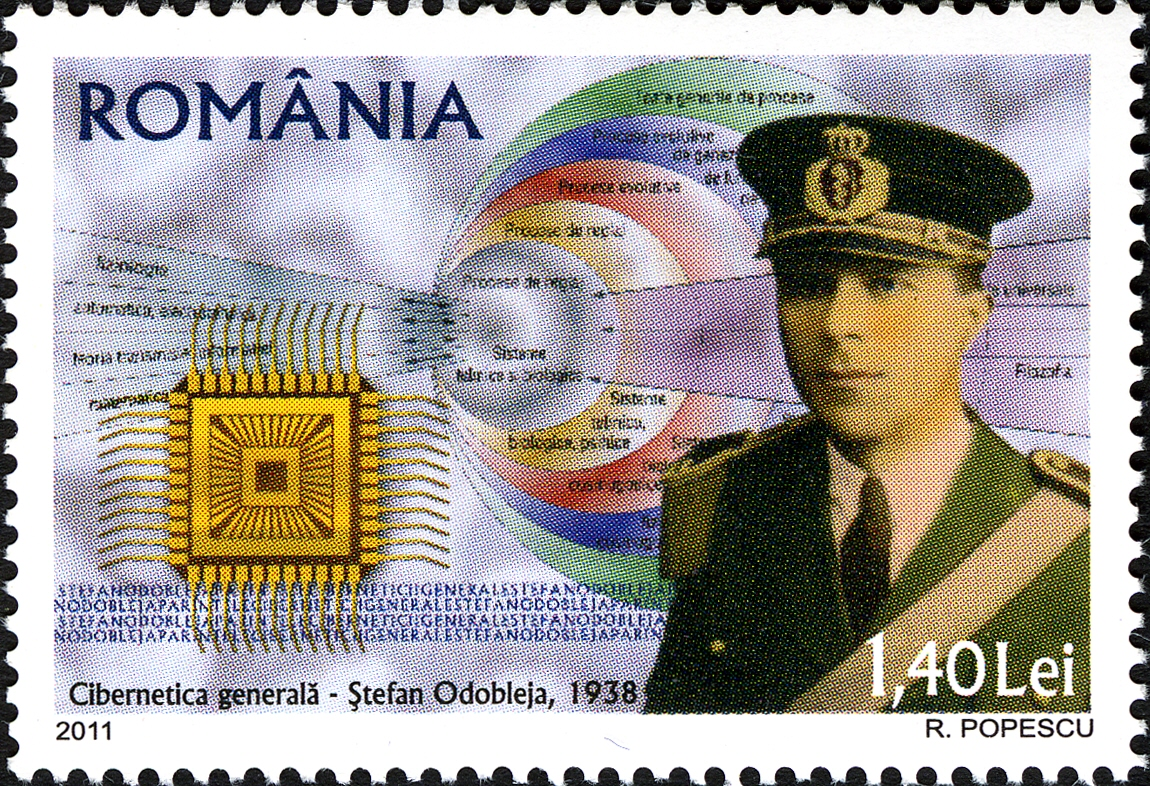
Изображение Ш. Одоблежа на почтовой марке Румынии. 2011

Штефа́н Одобле́жа (рум. Ştefan Odobleja; 13 октября 1902 — 4 сентября 1978) — румынский психолог, один из предшественников кибернетики. Публиковался в основном во Франции на французском языке.

## Биография
Родился в крестьянской семье. Учился на медицинском факультете в Бухаресте, работал военным врачом, в этой должности изъездил много городов Румынии. Несмотря на постоянную нагрузку по работе и бедность, был довольно плодовит — полный свод его работ состоит из более чем 50000 страниц.
Его работа Psychologie consonantiste, впервые опубликованная в 1938 (т. 1.) и 1939 (т. 2) в Париже, затронула многие темы, позднее положенные в основу кибернетики — за десять лет до публикации соответствующей работы Норберта Винера в 1948. Тем не менее, вскоре после публикации разразилась 2-я мировая война, и его труд остался незамеченным. На румынском языке книга была издана лишь в 1982. Однако благодаря его усилиям была заложена база для развития кибернетики в Румынии. В 1982 г. была основана Кибернетическая академия Румынии, которая носит его имя.